# Skarbkowa
Skarbkowa (dawn. Skarbkowa Wieś) – wieś w Polsce położona w województwie łódzkim, w powiecie rawskim, w gminie Sadkowice.
W latach 1975–1998 miejscowość administracyjnie należała do województwa skierniewickiego.